# Spin-Move
Als Spin-Move (englisch Drehbewegung) werden im Jargon nordamerikanischer Sportler und Sportjournalisten taktische Drehbewegungen eines meist offensiven Spielers bezeichnet.
Die als Spin-Move bezeichnete vertikale Drehung eines Spielers, meist zwischen 180 und 360 Grad, dient als Täuschungs- oder Ausweichmanöver oder als Versuch einen Ball oder Puck zu spielen oder aufzunehmen. Gelegentlich wird der Spin-Move zum Passen genutzt oder um einem weiteren Spieler der eigenen Mannschaft ein besseres Blickfeld zu eröffnen. Der Ausdruck ist insbesondere in den Sportarten American Football und Basketball geläufig. Meist wird ein Spin-Move eingesetzt, um einem drohenden Kontakt wie beim Tackle im American Football oder beim Block im Basketball auszuweichen.